# HR 8799 c

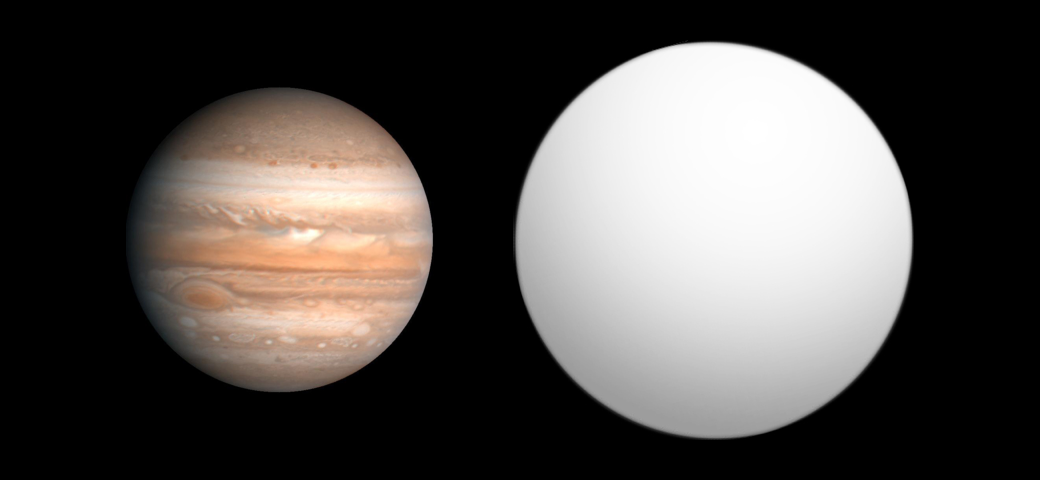
Comparació de la grandària de HR 8799 c (grisa) amb Júpiter.

HR 8799 c és un planeta extrasolar que s'hi troba a aproximadament 129 anys llum en la constel·lació de Pegàs orbitant l'estrella Lambda Boötis HR 8799. La seva massa és entre 7 i 13 vegades la massa de Júpiter i el seu radi és entre un 20 % i un 30 % major que el de Júpiter. El planeta orbita a una distància mitjana de 28 ua del seu estel, la seva excentricitat es desconeix i el seu període orbital és de 190 anys. Aquest planeta es troba en el sistema de HR 8799. Juntament amb altres dos planetes que orbiten HR 8799, aquest planeta va ser descobert el 13 de novembre de 2008 per Marois et al., usant el Telescopi Keck i l'observatori Gemini en Hawaii. Aquests planetes van ser descoberts usant la tècnica d'imatge directa.